# Aleksander Kawałkowski
Aleksander Kawałkowski (né le 8 août 1899 à Varsovie et mort le 19 août 1965 à Genève) est un historien, officier et diplomate polonais, ministre délégué du gouvernement polonais en exil et commandant en chef de la Résistance polonaise en France (Polska Organizacja Walki o Niepodległość (P.O.W.N.) pendant la Seconde Guerre mondiale.

## Biographie
En 1915, Aleksander Kawałkowski âgé de seize ans rejoint Polska Organizacja Wojskowa (Organisation militaire polonaise), l'organisation clandestine créée à l'initiative de Józef Piłsudski pour lutter contre les occupants de la Pologne, d'abord contre la Russie tsariste, puis à partir de 1916 contre l'Allemagne et l'Autriche. En 1918 Kawałkowski entre dans l'Armée polonaise fraîchement constituée. Diplômé de l'École supérieure de guerre, en 1927 il intègre le Bureau d'histoire militaire (Wojskowe Biuro Historyczne) et enseigne l'histoire militaire à L’École supérieure du génie militaire. En 1933, il est nommé chef du département de la politique de l'éducation au Ministère des cultes et de l'éducation. Ensuite, il entame sa carrière diplomatique. Le 1er mars 1936, il devient consul au Consulat Général de la République de Pologne à Paris. Début octobre 1937, il succède à Jerzy Matusiński au poste du consul général de Pologne à Lille.

### Résistance en France
Il participe dès 1939 au recrutement des Polonais dans l'armée polonaise qui se reconstitue sur les sol français après l'invasion de la Pologne par l'Allemagne et l'Union soviétique. En vertu des accords polono-français, tous les citoyens polonais du sexe masculin, résidant ou de passage en France, âgés de 17 à 45 ans (50 ans dans le cas des officiers de réserve) et n'ayant pas contracté à ce moment-là l'engagement volontaire pour l'Armée française, sont appelés à se faire recenser dans une mairie propre à son lieu de résidence. Aleksander Kawałkowski dirige le Bureau central de ce recrutement. Jusqu'en juin 1940, 129 000 d'hommes comparent devant les comités de rédaction dont 102 500 sont reconnues aptes au port des armes, augmentés de quelques 2000 volontaires de l'étranger.
Kawałkowski reste à son poste à Lille jusqu'en mai 1940. En octobre 1940, sous pression allemande, le gouvernement français de Vichy procède à la fermeture de l'ambassade de Pologne et de ses consulats également dans la zone non occupée.
Replié en 1941 à Lyon, sur l'ordre du gouvernement polonais en exil à Londres et aidé dans cette tâche par Czesław Bitner, Kawałkowski (alias Justyn), crée un réseau clandestin Organisation polonaise de lutte pour l'indépendance (P.O.W.N.). Dans un premier temps, ses structures s'appuient essentiellement sur les anciens fonctionnaires des consulats, les dirigeants et militants des organisations d'émigrés relevant des structures de l'Etat polonais en France, et le personnel des institutions polonaises en France telles que la Banque PKO, l'Agence de voyages Orbis, etc. Ses principales tâches définies par le gouvernement polonais sont : organisation de la résistance partout où se trouvent des Polonais ; préparation des opérations de sabotage ; propagande anti-allemande ; services de renseignements ; mobilisation des Polonais ; coopération avec la Résistance française en remplissant le rôle d'alliée comme l'armée polonaise régulière, en Grande-Bretagne, à l'égard des Forces françaises libres. Son organisation transmet aux Anglais par radio des rapports concernant l'emplacement de 162 lanceurs V1. La moitié d'entre eux ont été bombardés.
À partir de fin 1942, POWN se ramifie en Belgique et en Hollande, conjuguant sabotages, propagande anti-allemande et services de renseignement, parallèlement à l'activité du réseau F2, l'organisation militaire composée des débris de l'armée polonaise en France. Sous l'impulsion de Kawałkowski, la P.O.W.N. est devenue la deuxième plus importante organisation de résistance contre l'occupant allemand en France. Elle comptait déjà 1000 membres en décembre 1941, et environ 11 000 en août 1944.
À partir d'octobre 1943, Kawałkowski devient le délégué du gouvernement polonais en exil pour l'émigration polonaise en France, en Belgique et aux Pays-Bas. Après la libération de Paris en 1944, il devient conseiller à l'Ambassade de Pologne avec le titre de ministre plénipotentiaire. Le 17 mai 1944, il est nommé représentant du gouvernement polonais en exil pour la France, la Hollande et la Belgique.

### Après la guerre
Après 1946, Kawałkowski abandonne l'activité publique et ne sert - jusque dans les années 1960 - que comme président du comité local gérant la Bibliothèque Polonaise de Paris.
Il s'implique dans les affaires, et devient directeur du groupe de trading et d'investissement d'Edmond Rothschild.
Il est un théoricien et analyste apprécié du mouvement gaulliste et entretient des contacts étroits avec l'entourage du général Charles de Gaulle. Il publie des articles sur ce sujet dans la revue Politique Etrangère et d'autres magazines spécialisés. Ses textes sont commentés et repris par des revues étrangères. Il est un auteur régulier de Kultura et de plusieurs autres magazines sur l'émigration. Il  écrit également des contributions et des mémoires. Ses archives font partie de la collection de la Bibliothèque Polonaise de Paris.
Il est chevalier de l'Ordre de Virtuti Militari et la Croix de la Valeur.
Il est mort en accident de voiture en août 1965 à Genève. Il enterré au cimetière des Champeaux de Montmorency en France.